# Pietro Torrigiani (politico 1810-1885)
Pietro Torrigiani (Parma, 1º marzo 1810 – Parma, 9 luglio 1885) è stato un politico e magistrato italiano, senatore del Regno d'Italia dalla XIII legislatura e Consigliere di Stato.

## Opere

### Opere teatrali
- Ulrico di Oxford ossia gli allegri compagni
- La Sibilla
- La Sirena di Normandia

### Lavori musicali
- La Cantica di Francesca da Rimini...

### Saggi
- Dei calmieri e di una tassa pei poveri..., 1853
- Un supplemento dell’Annotatore annotato..., 1858
- La tassa del macinato ed i suoi effetti, 1868
- Intorno all’influenza della economia politica sulle leggi civili, 1872